# Heinrich Ferdinand Schuberth
Heinrich Ferdinand Schuberth (* etwa 1789 in Pühlau, im Landkreis Oels; † 13. November 1861 in Breslau) war ein deutscher Ingenieur, dessen Entwürfe maßgeblich die militärischen Befestigungsanlagen der preußischen Stadt Cöln prägten.

## Leben und Wirken
Heinrich Schuberth wurde bereits 1813 in der Rangliste des preußischen Ingenieurkorps als Unterleutnant geführt, 1816 als Premierleutnant, 1817 als Capitain 2. Klasse und seit 11. Mai 1822 zum Capitain 1. Klasse befördert und schließlich 1837 zum Major ernannt. Während der Befreiungskriege war als Ingenieurgeograph bei der Belagerung einiger französischer Grenzfestungen beteiligt. Erst 1819 gehörte er der preußischen Rangliste nach zur 2. Festungsbrigade mit Sitz in Breslau. Bis einschließlich 1823 war er jedoch von dort aus zu Fortifikationsarbeiten an den Rhein abkommandiert. Beim Aufbau der Großfestung Koblenz war er unter anderem am Fort Konstantin beteiligt. Von 1824 bis 1837 war er Garnisonbaudirektor beim VI. Armeekorps in Breslau. Am 21. Oktober 1837 erhielt er seine Ernennung zum Platzingenieur von Erfurt. In gleicher Funktion wurde er am 24. März 1839 nach Köln versetzt. Dort dann jedoch schon 1844 durch Carl Schnitzler abgelöst. Schuberth übernahm die Führung der 2. Festungsinspektion in Neisse in Oberschlesien, wo er im Rang eines Oberstleutnants am 27. Januar 1846 verabschiedet wurde. Schubert erhielt am 22. Januar 1843 den Roten Adlerorden, 3. Klasse mit Schleife, verliehen.
Als Kölner Platzingenieur präsentierte er 1841 Entwürfe diverser Befestigungen, die in der zur Festung erklärten Stadt entstehen sollten. Nach den durch Ernst Ludwig von Aster und Carl Ferdinand Busse überarbeiteten Plänen Schuberths entstanden eine Reihe neuer Militäranlagen, die sich ringförmig entlang neuer, äußerer Wallabschnitte vor die mittelalterliche Stadtmauer legten. Die dann umgesetzten Pläne betrafen die Anlagen der linksrheinischen Forts I, III, V, VII, IX, XI, die „Friedenspulvermagazine“ 3 und 6, sowie die der im rechtsrheinischen gelegenen Forts der neupreußischen Armee (1807–1919).
Auf Entwurfsarbeiten Schuberths, die er 1842 für die preußische Militärverwaltung durchführte, beruhte auch der Bau des Wachthauses am Waidmarkt, und bereits 1840 entwarf er Pläne für Bauten am Zeughaus und dem Heumarkt, wobei diese Entwürfe wesentlich durch Busse abgeändert wurden, der ein Mitarbeiter von Karl Friedrich Schinkel war. Reste dieser im Stil des ausgehenden Klassizismus entstandenen Bauwerke sind noch heute erhalten.

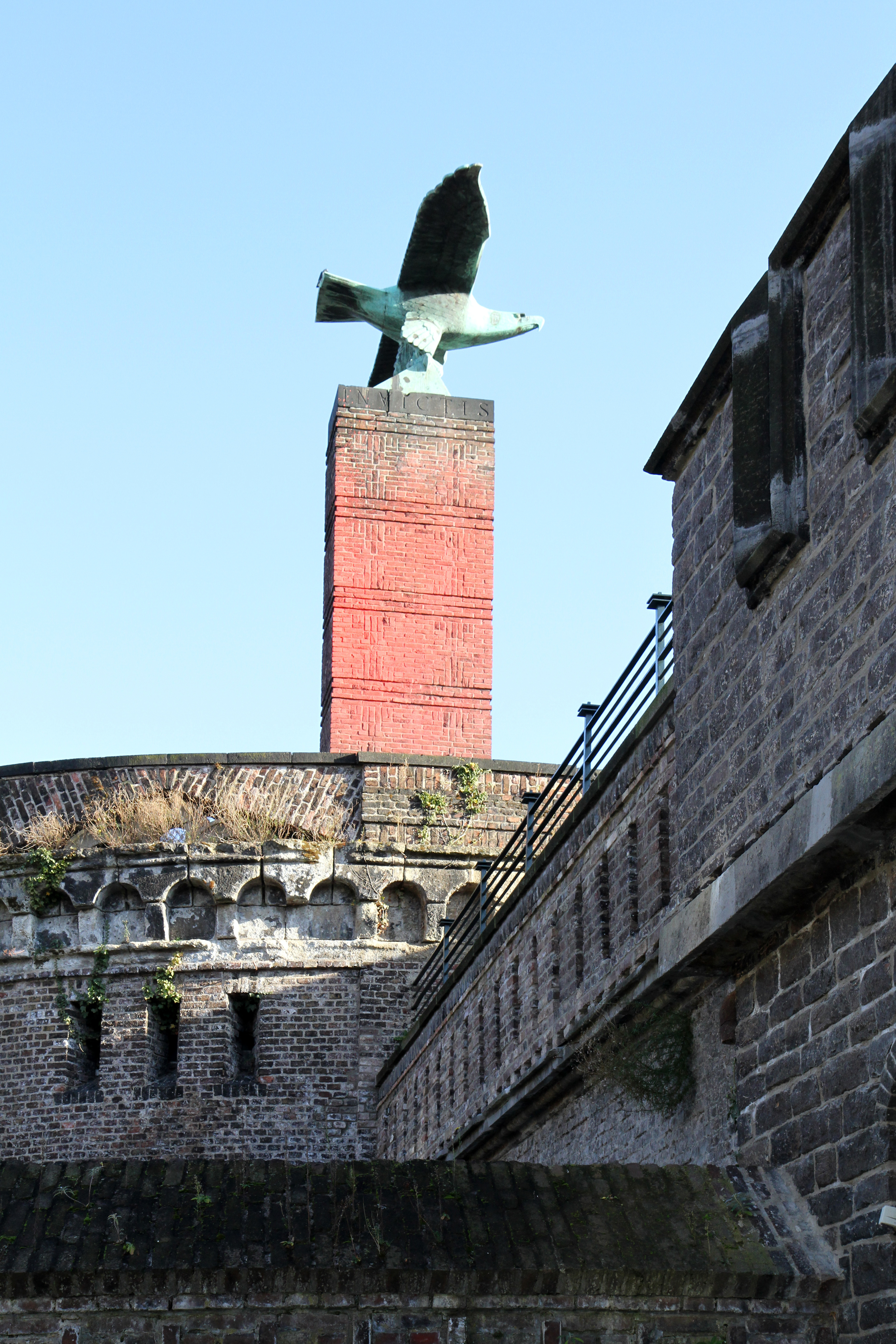
Fort I
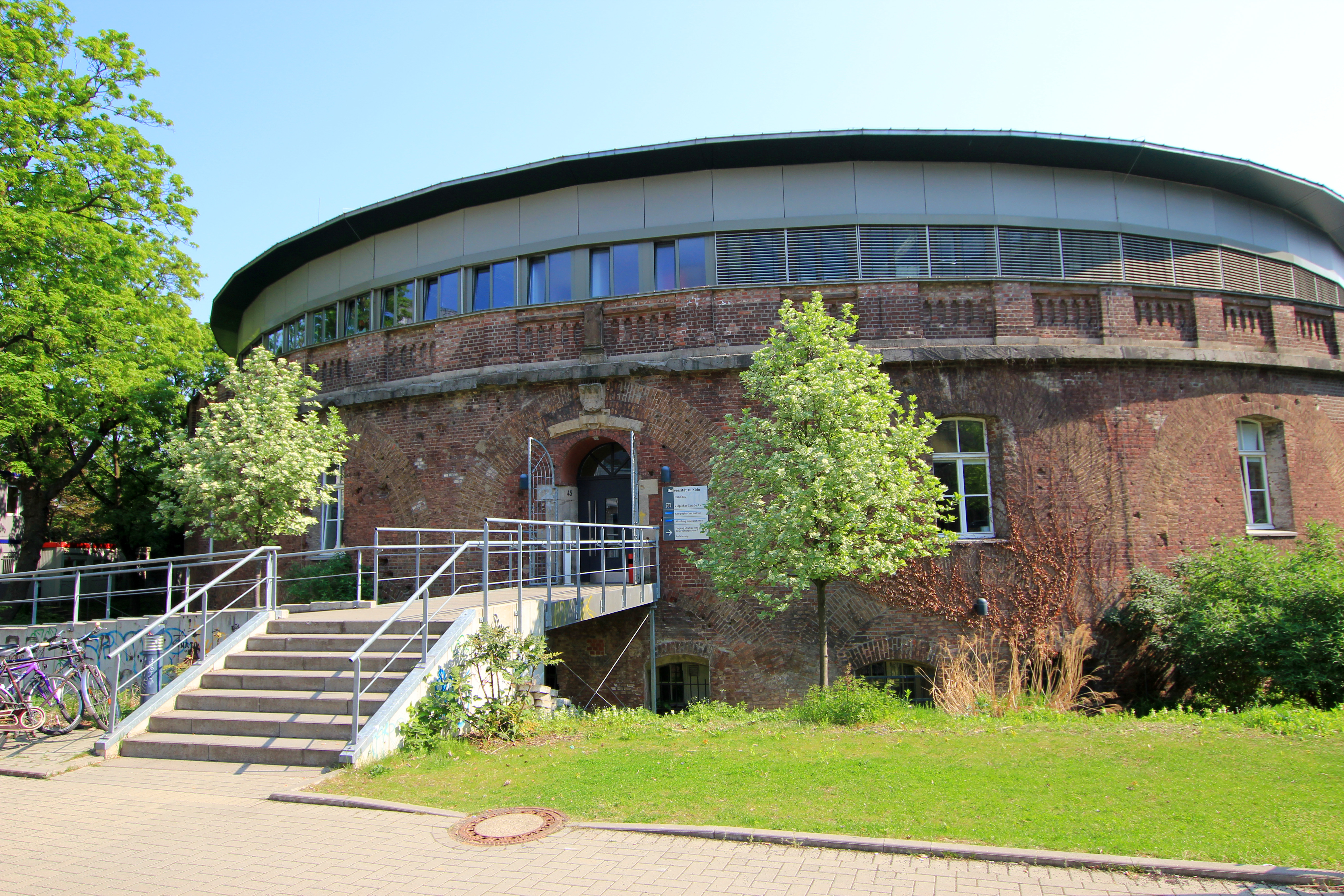
Fort V
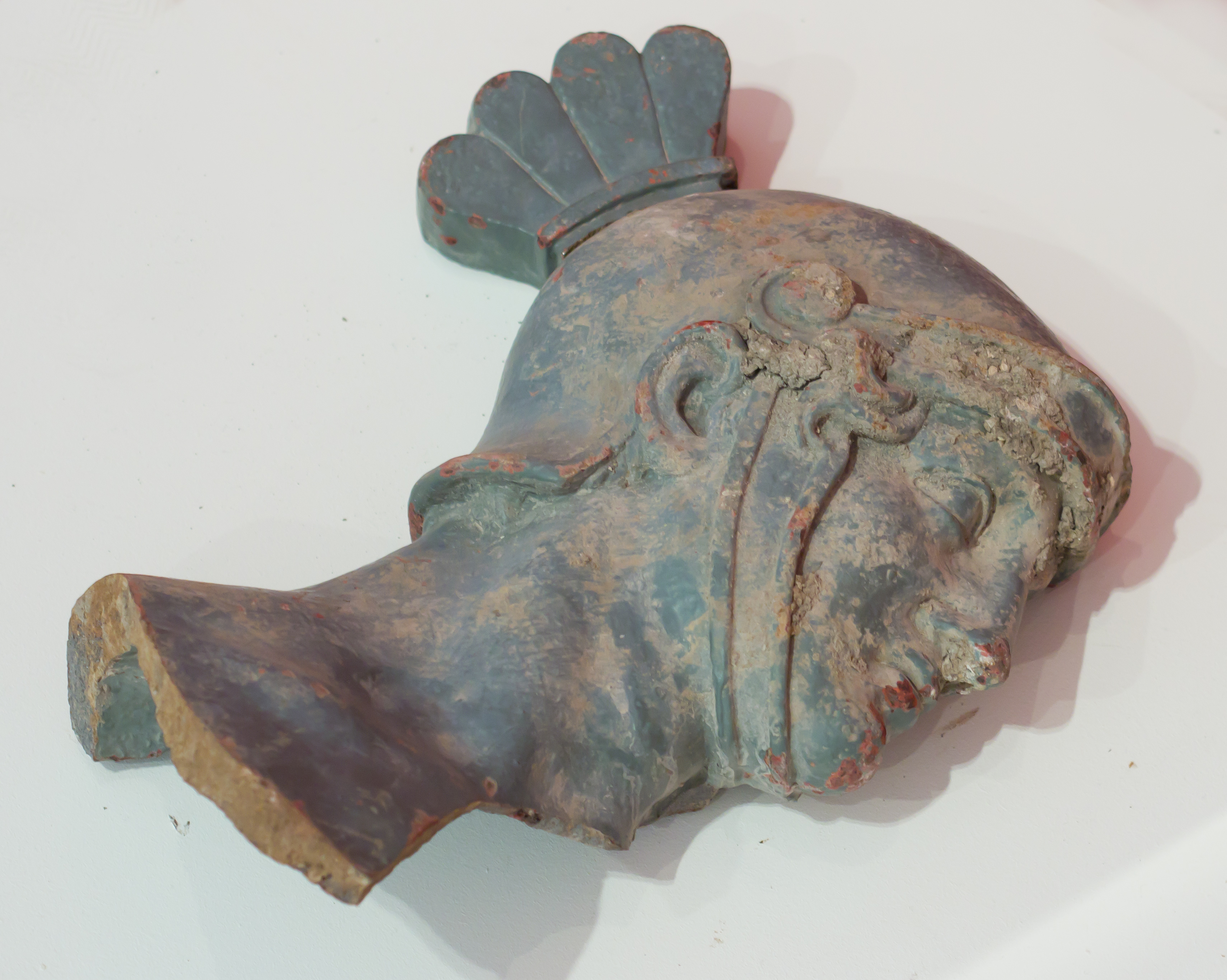
Alte Wache am Waidmarkt, Relikt des Giebelfrieses
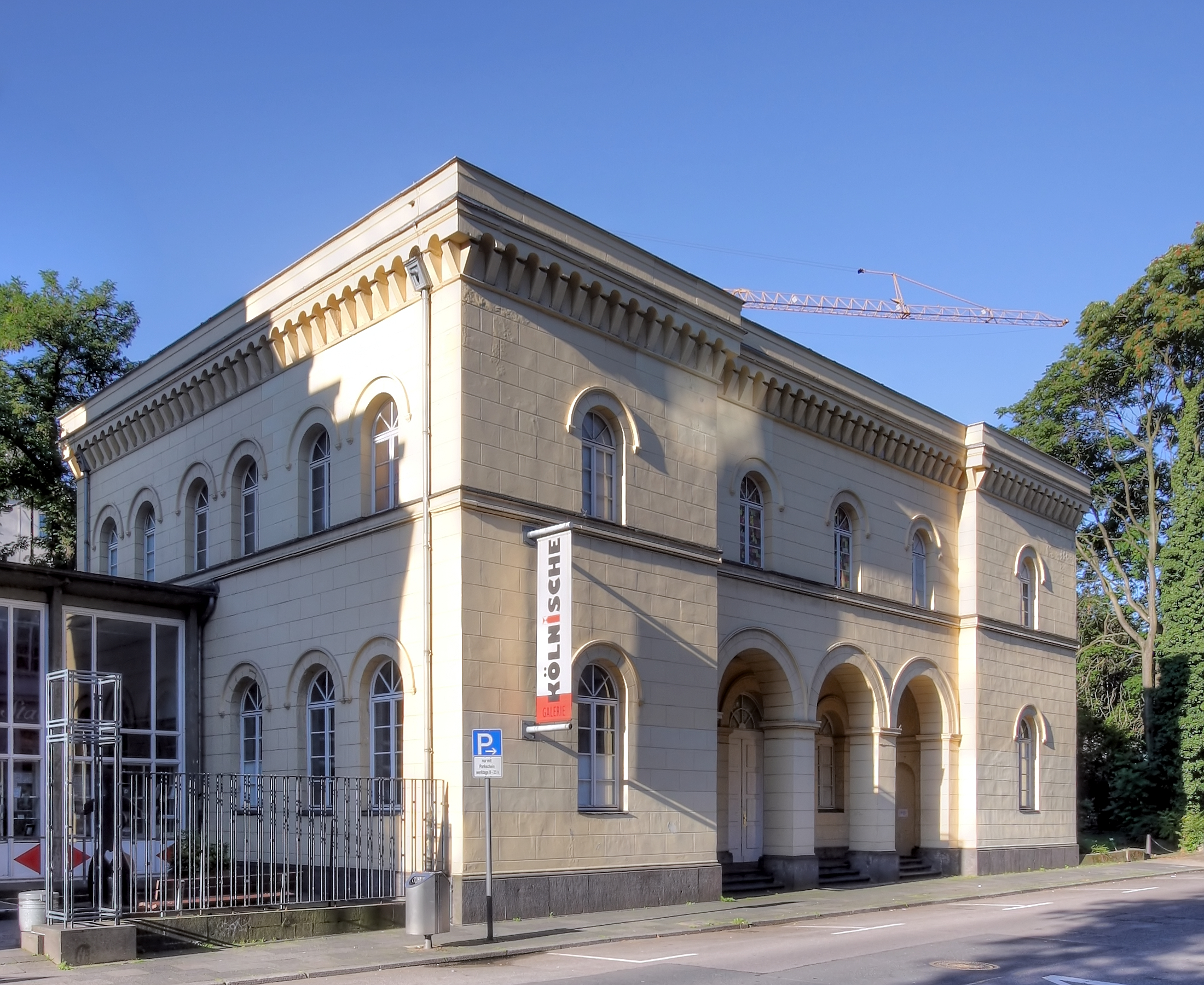
Alte Wache am Zeughaus